# Haute Route no 1
Pour les articles homonymes, voir Haute Route (homonymie).
Ne doit pas être confondu avec Alta via n° 1.
La Haute Route no 1, Haute Route de la Vallée d'Aoste ou Haute Route des Géants, en italien Alta via n. 1, Alta via della Valle d'Aosta et Alta via dei Giganti, est un itinéraire de randonnée en Vallée d'Aoste. 
Il se développe entièrement sur la gauche orographique de la Doire Baltée, en Vallée d'Aoste et partiellement dans la province de Biella, près des plus hauts sommets d'Europe : le mont Rose, le Cervin et le mont Blanc. 
Les 13 étapes ont une durée de 3 à 5 heures chacune et offrent plusieurs témoignages d'architecture alpine rurale, comme les traditionnels stadel walsers dans la vallée du Lys et dans le haut Val d'Ayas.
Les deux parcours des hautes routes de la Vallée d'Aoste ont été récemment unifiés afin de créer prochainement une haute route unique. Une étape de raccordement a été prévue avant la première étape, à partir de Donnas.
Elle traverse les vallées suivantes : 
- Vallée du Lys
- Val d'Ayas
- Valtournenche
- Vallon de Saint-Barthélemy
- Valpelline
- Vallée du Grand-Saint-Bernard
- Val Ferret

## Étapes
- Étape de raccordement : de la vallée centrale de la Doire Baltée vers la vallée du Lys
  - Du bourg de Donnas à Gressoney-Saint-Jean, par le sanctuaire Notre-Dame-de-la-Garde de Perloz et le refuge Coda (Fontainemore)

- 1re étape : entre la vallée du Lys et le haut Val d'Ayas
  - Du chef-lieu de Gressoney-Saint-Jean au refuge Alpenzu, et puis jusqu'au refuge du Vieux-Crest (Hôtel Cré Forné)

- 2e étape : entièrement dans le haut Val d'Ayas
  - Du refuge Vieux-Crest au refuge des Guides de Frachey, puis jusqu'à Saint-Jacques-d'Ayas, ensuite jusqu'au refuge Grand Tournalin

- 3e étape : du Val d'Ayas au Valtournenche
  - Du refuge Grand Tournalin au hameau Crétaz de Valtournenche, en passant par le hameau Cheneil

- 4e étape : entièrement dans le Valtournenche
  - Du hameau Cheneil jusqu'au refuge Barmasse

- 5e étape : du Valtournenche au Vallon de Saint-Barthélemy
  - Du refuge Barmasse au bivouac Reboulaz, en passant par le bivouac Tsan

- 6e étape : entièrement dans le Vallon de Saint-Barthélemy
  - Du bivouac Reboulaz au refuge-oratoire de Cunéy

- 7e étape : du Vallon de Saint-Barthélemy au Valpelline
  - Du refuge-oratoire de Cunéy au hameau Closé (Valpelline) en passant par le bivouac Clermont

- 8e étape : entièrement dans le Valpelline
  - Du hameau Closé au hameau Rey

- 9e étape : entièrement dans le Valpelline
  - Du hameau Rey au refuge Letey-Champillon

- 10e étape : du Valpelline à la vallée du Grand-Saint-Bernard
  - Du refuge Letey-Champillon au bourg de Saint-Rhémy-en-Bosses

- 11e étape : entièrement dans la vallée du Grand-Saint-Bernard
  - Du bourg de Saint-Rhémy-en-Bosses au refuge Pier Giorgio Frassati, en passant par le hameau Couchepache

- 12e étape : de la Vallée du Grand-Saint-Bernard au val Ferret
  - Du refuge Pier Giorgio Frassati, au refuge Walter Bonatti

- 13e étape : entièrement dans le val Ferret
  - Du refuge Bonatti à Courmayeur par le refuge Georges Bertone